# بيتر هوبز (روائي)
بيتر هوبز (بالإنجليزية: Peter Hobbs)‏ (27 ديسمبر 1973)؛ مؤلف، كاتب وروائي بريطاني.